# Харолд Кемпинг
Харолд Егберт Кемпинг (енгл. Harold Egbert Camping; Болдер, 19. јул 1921 – 15. децембар 2013) је био амерички хришћански радио водитељ и председник Породичног радија (Family Radio), радио-станице из Калифорније. Кемпинг је познат по коришћењу нумерологије при тумачењу библијских пасуса који предвиђају смака света.
Кемпиг је најавио да ће се 21. маја 2011. догодити други долазак Исуса Христа, узнесење праведних у рај, после чега ће следити пет месеци ватре, сумпора и куге на Земљи, услед чега ће неколико милиона људи умирати свагог дана, да би се све окончало 21. октобра 2011. смаком света. Кемпиг је предвиђао смак света и за 21. мај 1988. и 6. септембар 1994.
Његова предвиђања за 2011. била су попраћена коментарима у медијима, што је изазвало реакције и атеиста и хришћанских организација. Критике су ишле од озбиљних до шаљивих. Након што се 21. маја његова предвиђања нису остварила, Кемпинг је изјавио да се „духовно“ суђење десило, а да ће се физичко узнесење догодити 21. октобра 2011, када ће Бог уништити свемир.